# Čiope
Čiope (lat. Apodidae) su porodica ptica izuzetno prilagođenih životu u zraku. Veoma su slične lastavicama, ali uopće nisu u srodstvu ni s jednom vrapčarkom; čiope su svrstane u odvojeni red Apodiformes, koji dijele s kolibrićima. Ćubaste čiope su srodne pravim čiopama, ali tvore odvojenu porodicu, Hemiprocnidae.
Sličnosti između čiopa i lastavica nastale su zbog konvergentne evolucije; i jedne i druge love kukce u letu.
Znanstveni naziv ove porodice potiče od starogrčkog απους, apus, što znači "bez stopala", jer čiope imaju veoma kratke noge i nikada ne slijeću na tlo, već umjesto toga na vertikalne površine. Tradicija prikazivanja čiopa bez stopala nastavila se u srednji vijek i ponekada se prikazivala na grbovima.

## Opis
Čiope su među pticama najprilagođenije životu u zraku. Veće vrste, poput Hirundapus caudacutus, su među najbržim letačima u životinjskom carstvu. Čak i crna čiopa leti na 5 do 14 metara u sekundi, a može dostići 60 metara u sekundi (216 km/h). Tijekom jedne godine, crna čiopa pređe barem 200 000 km.
Neke čiope su razvile jedan oblik eholokacije za snalaženje u mračnim pećinama gdje se odmaraju. Nedavno je otkriveno da jedna vrsta, Aerodramus papuensis, također koristi eholokaciju i izvan pećina.
Čiope nastanjuju sve kontinente i mnoge otoke, osim dalekog sjevera i pustinja. Poput lastavica i bregunica, čiope iz predjela s umjerenom klimom su selice i zimuju u tropima. Neke vrste mogu preživjeti zimu padanjem u torpor, stanje slično hibernaciji.
Mnoge od njih imaju karakterističan oblik, s kratkim i račvastim repom i vrlo dugim krilima koja podsjećaju na bumerang. Let nekih vrsta karakterizira prepoznatljivo "treperenje", koje je sasvim različito od onog kod lastavica. Čiope mogu biti duge od 9 cm do 25 cm, a težiti od 5,4 g do 184 g.
Mnoge vrste lijepe svoje gnijezdo za vertikalnu površinu, a rod Aerodramus koristi samo taj materijal za njegovo pravljenje; ljudi skidaju ta gnijezda i od njih prave supu. Ptići se izlegu nakon 19 do 23 dana, a mladi napuštaju gnijezdo nakon još šest do osam tjedana. Oba roditelja pomažu u podizanju mladih.

## Sistematika i evolucija
Čiope i ćubaste čiope se već dugo smatraju srodnicima kolibrića, što je potvrđeno otkrićem Jungornithidae, koji su čiopama slični srodnici kolibrića, i primitivnih kolibrića poput Eurotrochilus. Tradicionalna taksonomija svrstava porodicu kolibrića (Trochilidae) u isti red kao i čiope i ćubaste čiope (i nijedne druge ptice); Sibley-Ahlquist taksonomija tretira ovu grupu kao nadred u kojem se red čiopa naziva Trochiliformes.
Taksonomija čiopa je većinom komplicirana, a granice između vrsta i rodova se mnogo disputiraju, posebno među rodovima Aerodramus, Hydrochous, Schoutedenapus i Collocalia. Analiziranje ponašanja i vokalizacije je komplikovano zbog česte paralelne evolucije; analize različitih morfoloških osobina i DNK sekvenci dovele su do dvomislenih i djelomično kontradiktornih rezultata (Thomassen et al., 2005).
Čiopašice su postale raznovrsnije tijekom eocena, na čijem kraju su postojale sve današnje porodice; fosilni rodovi pronađeni su u cijeloj umjerenoj Europi, između današnje Danske i Francuske, poput primitivnog Scaniacypselusa (rani – srednji eocen) i modernijeg Procypseloidesa (kasni eocen/rani oligocen – rani miocen). Jedan pretpovijesni rod koji se često pripaja čiopama, Primapus (rani eocen, Engleska), možda je dalji predak.

### Taksonomija
Tribus Cypseloidini
- Rod Cypseloides (9 – 10 vrste)
- Rod Streptoprocne (3 – 4 vrste)

Tribus Collocalini
- Rod Collocalia (3 – 4 vrste)
- Rod Aerodramus (oko 25 vrsta, ponekada se svrstavaju u Collocalia)
- Rod Hydrochous
- Rod Schoutedenapus (2 vrste)

Tribus Chaeturini
- Rod Mearnsia (2 vrste)
- Rod Zoonavena (3 vrste)
- Rod Telacanthura (2 vrste)
- Rod Rhaphidura (2 vrste)
- Rod Neafrapus (2 vrste)
- Rod Hirundapus (4 vrste)
- Rod Chaetura (12 vrsta)

Tribus Apodini
- Rod Aeronautes (3 vrste)
- Rod Tachornis (3 vrste)
- Rod Panyptila (2 vrste)
- Rod Cypsiurus (2 vrste)
- Rod Apus (oko 17 vrsta)

## Vanjske poveznice
- Crna čiopa.org
- Glasanje čiopa na xeno-canto.org
- Grupe promatrača ptica  Arhivirana inačica izvorne stranice od 9. siječnja 2011. (Wayback Machine)